# Doubliany
Doubliany (en ukrainien : Дубляни ; en russe : Дубляны) est une ville de l'oblast de Lviv, en Ukraine. Sa population s'élevait à 7960 habitants en 2025.
Depuis juillet 2020, la ville fait partie de la Communauté territoriale de la ville de Lviv.

## Géographie
Doubliany se trouve à 7 km du centre de Lviv, dont elle est devenue une banlieue.

## Histoire
La première mention de Doubliany date de 1468. Elle a le statut de ville depuis 1978. La ville est desservie par la gare de chemin de fer Doubliany-Lviv.

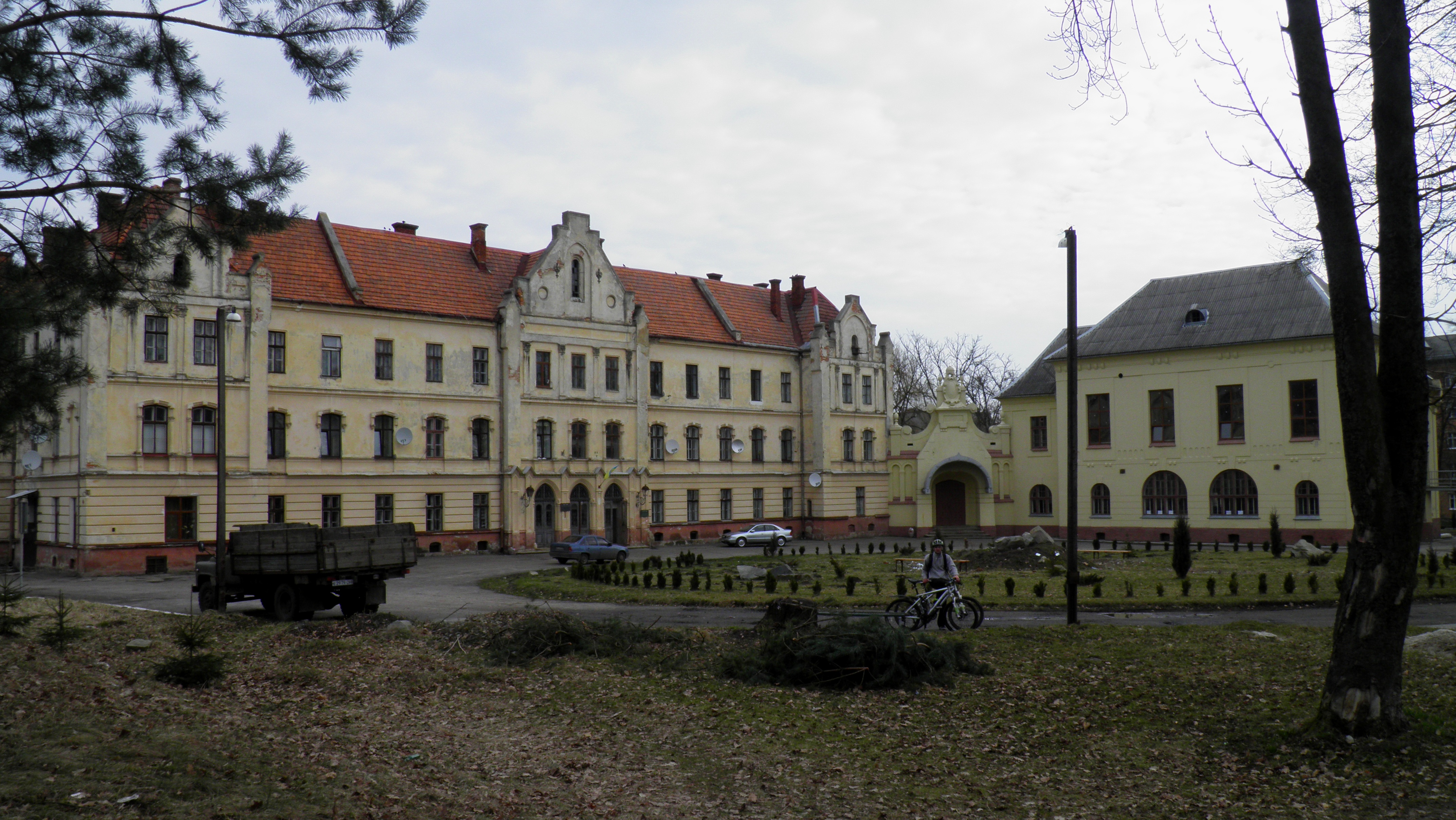
L'université.

Doubliany possède une université d'agronomie, dont l'origine remonte à 1856 son bâtiment classé a été touché par une frappe aérienne le 1er janvier 2024.

## Population
Recensements (*) ou estimations de la population :
| 1970* | 1979* | 1989* | 2001* |
| ----- | ----- | ----- | ----- |
| 5 661 | 7 548 | 9 140 | 8 469 |

| 2010   | 2011   | 2012   | 2013   |
| ------ | ------ | ------ | ------ |
| 10 945 | 10 795 | 10 417 | 10 240 |